# Ros bratel
Le ros bratel est un plat traditionnel de la cuisine algérienne constantinoise,.
Il s'agit d'un tajine aux fèves fraîches épicées, parfumé à la coriandre et servi avec de l'huile d'olive.

## Origine
Ce mets est originaire de la ville de Constantine,.

## Préparation
Le ros bratel est souvent préparé pour le Mouharem, le Jour de l'an du calendrier musulman.